# Karolina Själander

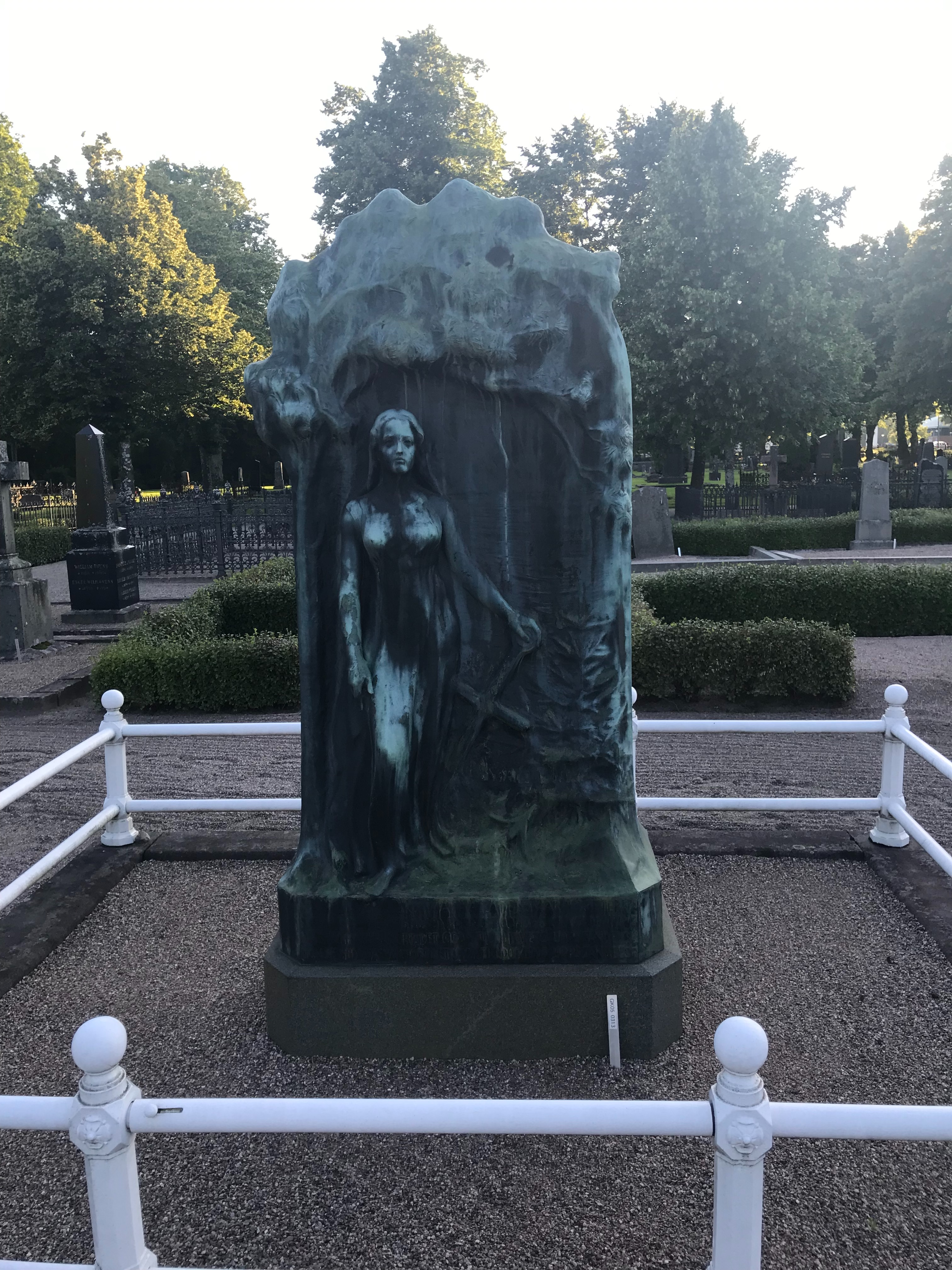
Hennes gravvård på Gamla kyrkogården, Gävle skapad av Ida Matton.

Karolina Kristina Själander, född 12 september 1841 i Gefle församling, Gävleborgs län, död 8 december 1925 i Gävle Heliga Trefaldighets församling, Gävleborgs län, var en svensk lärare, skolgrundare, rösträttskvinna och lokalpolitiker. 

## Biografi
Karolina Själander växte upp på Islandsgatan 8 i Gävle i en frireligiös familj. Hon var det sjätte barnet och den enda flickan i syskonskaran. Hon var vetgirig och förutom sina egna skolböcker tog hon hjälp av brödernas skolböcker för att lära sig matematik, geologi och bokföring. Senare tog hon även privatlektioner i dessa ämnen. I och med faderns död 1869 fick hon praktisk användning för sina bokföringskunskaper då det var hon som tog över skötseln av hemmets ekonomi.
I tjugoårsåldern blev Själander allvarligt sjuk, troligen i TBC, och behövde flera års specialistvård i Stockholm. Sviterna av sjukdomen gjorde henne halt. Hon blev vegetarian och somrarna tillbringade hon ofta på lantstället i Mamre, där det fanns en stor köksträdgård. Vänner och kolleger kom ofta dit ut på besök.

### Lärarbana
Undervisning i Svenska Missionsförbundets söndagsskola blev starten på Själanders pedagogiska yrkesbana. År 1870 fick hon en timanställning som matematiklärare på Högre flickskolan i Gefle, som startades och drevs av Elsa Borg. När Borg skulle fortsätta sitt arbete i Stockholm övertalades Själander att ta över flickskolan. Under åren 1874–1915 var hon föreståndare och de fyra första åren bedrevs all undervisning i föräldragården. När elevantalet ökade använde Själander sitt arv för att bygga en ny och större skola, Själanderska skolan, som togs i bruk hösten 1878. Flickskolan kommunaliserades 1933 och stängdes 1967.
Parallellt med att leda flickskolan undervisade Själander i kyrkohistoria, matematik, bokföring, svenska och tyska.

### Politiker
När kvinnor 1910 för första gången fick väljas in i stadsfullmäktige i Gävle var Själander en av tre kvinnor som röstades in, då som representant för Gefle Moderata Förening. 
Hon blev 1911 en av de första 37 kvinnor som valdes till stadsfullmäktige i Sverige, och den första kvinnan i Gävle stadsfullmäktige tillsammans med Maria Qvist och Anna Sundbom. 
Hon satt i fullmäktige en mandatperiod men avböjde omval 1914, 73 år gammal.

### Övrigt engagemang
Hon var en drivande kraft i flera föreningar, såsom Gestriklands Arbetsförening inom Svenska Missionsförbundet, Kristliga föreningen av unga kvinnor (KFUK), Gefle Kvinnliga Gymnastikförening och Vita Bandet. I flera föreningar hade hon uppdrag som ordförande, sekreterare eller kassör. 
År 1903 var hon med och startade Föreningen för kvinnans politiska rösträtt i Gävle och valdes till dess ordförande. Hon gav flera föreningar möjlighet att hyresfritt hålla sina möten i ”Själanderska” skolan.

## Eftermäle
Karolina Själander avled 1925 och är begravd på Gamla kyrkogården i Gävle. En porträttbyst restes till hennes minne av elever i Gävle flickskolas kamratförening 1942. Den skapades av konstnären Ida Matton och uppfördes i Rådhusesplanaden, parken precis utanför Själanderska skolan. Karolina Själanders engagemang är väl synligt i flera föreningsarkiv, och både Själanderska skolan och minnesstatyn finns kvar i Gävle.